# Соломон
Соломон је трећи краљ Израела, градитељ храма у Јерусалиму, чувен по великој мудрости, богатству и снази, али и оптужен да је занемарио поштовање само једног јеврејског бога. Јевреји га називају Шломо (хебр. שְׁלֹמֹה; ст. хебр. &#X160;əlomo; тиб. хебр. &#X160;əlōmōh), а муслимани Сулејман (арап. سُلَيْمَان بْن دَاوُوْد). Важна је личност у све три главне монотеистичке религије (хришћанство, ислам и јудаизам). Помиње се касније у многим легендама. Спада такође у ред највећих мајстора кабале, легендарних кабалиста. Он је описан као претпоследњи владар уједињеног Израела. Претпостављени датуми Соломонове владавине су од 970. до 931. пре нове ере. Након његове смрти, његов син и наследник Ровоам је успоставио оштру политику према северним племенима, што је на крају довело до поделе Израелита између Краљевине Самарије на северу и Краљевине Јудеје на југу. Након расцепа, његови патрилинеални потомци су владали само Јудејом.
Стари завет каже да је Соломон саградио храм у Јерусалиму, посветивши храм Јахвеу, или Богу у јудаизму. Соломон је приказан као богат, мудар и моћан, и као један од 48 јеврејских пророка. Он је такође предмет многих каснијих референци и легенди, посебно у Соломоновом завету (део апокрифа из првог века).

## Име Соломон
Име Соломон значи мирољубив. Име које је Бог дао Соломону било је Једидија (што значи „од Бога вољен“) па тако неки истраживачи сматрају да је Соломон краљевско име узето или по заузимању престола или пред смрт. Име Соломон повезује се са периодом мира у Израелу за време његове владавине. (Прва књига дневника 22:7-9)
Соломонов случај је један од неколико таквих који се описују у Библији када одређене личности не задрже име које им је од Бога дато. Соломонов долазак на свет је виђен као милост Божја након смрти Давидовог и Витсавејиног претходног детета.

## Библијска верзија
Соломон је други син Давида и Витсавеје. У Библији, пророк Натан саопштава Давиду да је Божја воља да његов прворођени син умре као казна за убиство Урије Хитита и његовог порода са женом му Витсавејом којег је починио Давид.. После једнонедељног поста и молитве, Давид доби вест да му је син мртав и утеши ожалошћену Витсавеју која зачне Соломона.

### Даљи догађаји
Соломонов живот записан је у Књизи о царевима 1–11 и 2 дн. 1–9. Владарски трон наслеђује од оца око 1037. п. н. е. (Прва књига о царевима 6:1). Отац га је одредио за свог наследника без обзира на протесте старијих синова којима мајка није била Витсавеја.
Соломон је засео на трон нешто пре очеве смрти на наговор Натана и Витсавеје да би се спречила побуна Адоније.
За време Соломонове четрдесетогодишње владавине Хебрејско царство је достигло свој врхунац. Ово раздобље се у јеврејским историјским списима са правом назива „августово доба“. Стекао је поштовање сународника скупивши само за једну годину 666 талената злата (по Првој књизи о царевима 10:13.)
Прва половина његове владавине била је далеко успешнија него друга која је, по писаним изворима, била засењена идолатријом којој се одао те његовим многобројним браковима. По Првој књизи о царевима 11:3, имао је 700 жена и 300 конкубина. Чим је засео на престо, почео је ширити границе свог царства ушавши у унију са Египтом женидбом се ћерком фараона.

### Грађевине и друга дела
Соломон се окружио свом раскоши и спољашњим сјајем који је могао бити доступан неком источњачком владару, а за то време његова власт је јачала. Склопио је савез са Хирамом I, краљем Тира, који му је често био од велике помоћи у његовим подухватима. Много година пре смрти, Давид је активно учествовао у прикупљању материјала за изградњу храма у Јерусалиму у којем је трајно требало да буде смештен заветни ковчег.
Након завршетка храма, Соломон подиже многе грађевине у Јерусалиму и широм свог царства. Пуних тринаест година градио је краљевску палату у Офелу. Започиње и велике радове на изградњи система за снабдевање Јерусалима водом, гради тврђаву Милон у Септуагинти, „Акра“, за одбрану Јерусалима, а у дивљини гради Тадмор који ће служити подједнако и као трговачки центар и као војна база.
За време његове владавине Израел је доживео велики економски процват. Са Тиром, Египтом и Арабијом постојале су разгранате копнене везе, а са Шпанијом, Јужном Индијом и обалом Африке поморске. Сјај и раскош Соломоновог двора били су без премца. Соломон је био чувен по својој мудрости и изрекама. Са свих страна су долазили људи да би чули мудрости Соломонове, па чак и краљица Македа из Сабе, (претпоставља се да се радило о држави у области Арабија феликс која је покривала подручје данашње Етиопије). Њихов син, Менелик I, у складу са етиопском традицијом, постаће први владар Етиопије. Соломонове мисли су сачуване у народним предањима, иако није могуће све мудре мисли у тим предањима приписати само једном човеку.

### Слабљење и пропаст
За слабљење и пропаст Соломоновог царства био је оптужен сам Соломон, а његови критичари су му приговарали да је због многоженства и великог богатства постао декадентан и да се одао многим облицима идолопоклонства који су били у супротности са верским законима. Због одавања идолатрији, Соломона посећује пророк који му предсказује да ће се након његове смрти његово царство поделити (на Израел и Јудеју) и да ће његов син, Ровоам, испаштати због његових бројних грехова. Соломон умире после четрдесетогодишње владавине и бива покопан у Јерусалиму.

## Соломон у Курану
Види Сличности између Библије и Курана
Соломон се такође појављује у Кyрану, где је именован као Сулејман.

## Напомена
По јеврејском закону (Халака), постојао је обичај да војник који оде на ратиште, као што је био случај са Витсевејиним мужем, може својој жени дати ретроактивни развод, односно, када сматра да ће погинути или нестати може поништити њихов брак и на тај начин дозволити жени да се поново уда. Ову рупу у закону искористили су Давид и Витсавеја, што је за неке критичаре било довољно да их оптуже за наводну прељубу, иако је, заправо Витсавејин брак у том тренутку био поништен. У библијским текстовима нема елемената који би подржали ову тврдњу, пошто се наводи да је Давид спавао са Витсавејом тек пошто је Урија био послат на ратиште.

## Тумачења Џорџа Ролинсона
„Соломоново краљевство,“ каже Џорџ Ролинсон, „једно је од најмаркантнијих делова целокупне библијске историје. Један мали народ који је стотинама година покушавао да опстане окружен ратоборним племенима, од којих је свако покушавало да тај народ пороби и завлада њиме, нагло је, вођен генијалним умом једног војника-краља, достигао безмерну славу и величину.“
Ролинсон наставља: „успостављено је краљевство од Еуфрата до границе са Египтом, широко преко 700 km; то исто краљевство, иако нагло створено, скоро истог тренутка је ушло у период мира који је трајао пола века. Богатство, раскош, високи уметнички домети, развијена економија, неоспоран углед међу свим великим народима тог времена - све су то благодети у којима је уживало Соломоново краљевство у том периоду, да би се на крају тог раздобља нагло урушило и пропало“.
Ролинсон закључује: „владајући народ је подељен, поданички народи су слабили, нагло добијену самосталност су врло брзо изгубили, и поново почиње тешко раздобље патњи, борби, поробљавања, опоравка, понизног потчињавања и очајничких покушаја“.

## Касније легенде
По рабинским казивањима, Соломону се приписују (али не у целини) делови Библије као што су Изреке, Књига проповедникова и Соломонова песма. Затим је ту Соломонова мудрост, написана вероватно у 2. веку п. н. е. где је Соломон представљен као астроном. На крају, ту су и књиге поезије Соломонове оде и Соломонови псалми.
Еуполемус, јеврејски историчар који је писао око 157. п. н. е., томе додаје и копије апокрифних писама размењиваних између Соломона и владара Египта и Тира.
Гностички спис Адамова апокалипса, који је највероватније настао између 1. и 2. века, позива се на предање у којем Соломон у потеру за одбеглом девицом шаље војску демона и представља најраније помињање касније већ уобичајене приче о Соломоновој наводној моћи да заробљава и контролише демонске силе. Ова легенда о Соломоновој моћи да контролише демоне појављује се, разрађена до у детаље, у раном хришћанском спису названом Соломонов завет пуном елемената гротескне демонологије.
Соломонова власт над демонима уобичајени је састојак каснијих јеврејских и арапских предања и у њима се Соломону приписује и поседовање магичног прстена названог "Соломонов печат".
Стара краљевска легенда из Етиопије, по спису Кебра Нагаст, наводи да се краљица од Сабе вратила у своје краљевство носећи Соломоново дете. То дете ће, напослетку, наследити трон давши себи титулу Менелика I, Цара Етиопије. Он ће бити родоначелник династије која ће, уз неколико краћих прекида, владати Етиопијом све до смрти цара Хајла Селасија 1974. године.